# Liste des panonceaux de signalisation routière en France
Les panneaux additionnels désignés sous le nom de « panonceaux », de forme rectangulaire sont placés au-dessous des panneaux de signalisation pour donner des indications qui précisent ou complètent leur signification. La liste des panonceaux est la suivante.

## Liste des panonceaux
| Type | Code       | Représentation | Signification |
| --- | ---------- | -------------- | --- |
| Distance | M1         |                | longueur de la section comprise entre le signal et le début du passage dangereux ou de la zone où s’applique la réglementation, ou du point qui fait l’objet de l’indication |
| Distance | M1a        |                | marque du distributeur de carburant et distance restant à parcourir jusqu’au prochain poste de distribution de carburant situé sur une aire de service d'autoroute ou de route à chaussées séparées sans accès riverain |
| Étendue | M2         |                | longueur de la section dangereuse ou soumise à réglementation ou visée par l’indication |
| de position ou directionnels | M3a        |                | position de la voie concernée par le panneau complété |
| de position ou directionnels | M3b        |                | direction à suivre, et éventuellement sur quelle distance, pour rencontrer le service indiqué par le panneau |
| de position ou directionnels | M3d        |                | position de la voie concernée par le panneau complété |
| En lien avec une catégorie d'usager ou de véhicule Il indique que le panneau qu’il complète s’applique à la seule catégorie d’usager qu’il désigne par une silhouette, un symbole ou une inscription.      | M4a        |                | véhicules ou ensembles de véhicules dont le poids total autorisé en charge ou le poids total roulant autorisé est inférieur à 3,5 tonnes |
| En lien avec une catégorie d'usager ou de véhicule Il indique que le panneau qu’il complète s’applique à la seule catégorie d’usager qu’il désigne par une silhouette, un symbole ou une inscription.      | M4b        |                | véhicule de transport en commun de personnes |
| En lien avec une catégorie d'usager ou de véhicule Il indique que le panneau qu’il complète s’applique à la seule catégorie d’usager qu’il désigne par une silhouette, un symbole ou une inscription.      | M4c        |                | motocyclette et motocyclette légère, au sens de l’article R.311-1 du code de la route |
| En lien avec une catégorie d'usager ou de véhicule Il indique que le panneau qu’il complète s’applique à la seule catégorie d’usager qu’il désigne par une silhouette, un symbole ou une inscription.      | M4d1       |                | cycle |
| En lien avec une catégorie d'usager ou de véhicule Il indique que le panneau qu’il complète s’applique à la seule catégorie d’usager qu’il désigne par une silhouette, un symbole ou une inscription.      | M4d2       |                | cyclomoteur |
| En lien avec une catégorie d'usager ou de véhicule Il indique que le panneau qu’il complète s’applique à la seule catégorie d’usager qu’il désigne par une silhouette, un symbole ou une inscription.      | M4e        |                | désigne les usagers concernés |
| En lien avec une catégorie d'usager ou de véhicule Il indique que le panneau qu’il complète s’applique à la seule catégorie d’usager qu’il désigne par une silhouette, un symbole ou une inscription.      | M4f        |                | véhicule, véhicule articulé, train double ou ensemble de véhicules dont le poids total autorisé en charge ou le poids total roulant autorisé excède le nombre indiqué |
| En lien avec une catégorie d'usager ou de véhicule Il indique que le panneau qu’il complète s’applique à la seule catégorie d’usager qu’il désigne par une silhouette, un symbole ou une inscription.      | M4g        |                | véhicule affecté au transport de marchandises |
| En lien avec une catégorie d'usager ou de véhicule Il indique que le panneau qu’il complète s’applique à la seule catégorie d’usager qu’il désigne par une silhouette, un symbole ou une inscription.      | M4h        |                | véhicule, véhicule articulé, train double ou ensemble de véhicules affectés au transport de marchandises et dont le poids total autorisé en charge et le poids total roulant autorisé excède le nombre indiqué |
| En lien avec une catégorie d'usager ou de véhicule Il indique que le panneau qu’il complète s’applique à la seule catégorie d’usager qu’il désigne par une silhouette, un symbole ou une inscription.      | M4i        |                | véhicule agricole à moteur |
| En lien avec une catégorie d'usager ou de véhicule Il indique que le panneau qu’il complète s’applique à la seule catégorie d’usager qu’il désigne par une silhouette, un symbole ou une inscription.      | M4j        |                | véhicule équipé de chaîne à neige |
| En lien avec une catégorie d'usager ou de véhicule Il indique que le panneau qu’il complète s’applique à la seule catégorie d’usager qu’il désigne par une silhouette, un symbole ou une inscription.      | M4k        |                | véhicule transportant des marchandises explosives ou facilement inflammables, de nature et en quantité définies par l'arrêté du 1er juin 2001 relatif au transport des marchandises dangereuses par route, et signalés comme tels                                                                                               |
| En lien avec une catégorie d'usager ou de véhicule Il indique que le panneau qu’il complète s’applique à la seule catégorie d’usager qu’il désigne par une silhouette, un symbole ou une inscription.      | M4l        |                | véhicule transportant des marchandises de nature à polluer les eaux, de nature et en quantité définies par l'arrêté du 1er juin 2001 relatif au transport des marchandises dangereuses par route, et signalés comme tels |
| En lien avec une catégorie d'usager ou de véhicule Il indique que le panneau qu’il complète s’applique à la seule catégorie d’usager qu’il désigne par une silhouette, un symbole ou une inscription.      | M4m        |                | véhicule transportant des marchandises dangereuses définies par l'arrêté du 1er juin 2001 relatif au transport des marchandises dangereuses par route, et signalés comme tels |
| En lien avec une catégorie d'usager ou de véhicule Il indique que le panneau qu’il complète s’applique à la seule catégorie d’usager qu’il désigne par une silhouette, un symbole ou une inscription.      | M4n        |                | installation aménagée pour handicapés physiques |
| En lien avec une catégorie d'usager ou de véhicule Il indique que le panneau qu’il complète s’applique à la seule catégorie d’usager qu’il désigne par une silhouette, un symbole ou une inscription.      | M4p        |                | piétons |
| En lien avec une catégorie d'usager ou de véhicule Il indique que le panneau qu’il complète s’applique à la seule catégorie d’usager qu’il désigne par une silhouette, un symbole ou une inscription.      | M4q        |                | véhicule, véhicule articulés, train double ou ensemble de véhicules dont la longueur est supérieure au nombre indiqué |
| En lien avec une catégorie d'usager ou de véhicule Il indique que le panneau qu’il complète s’applique à la seule catégorie d’usager qu’il désigne par une silhouette, un symbole ou une inscription.      | M4r        |                | véhicule pesant sur un essieu plus que le nombre indiqué |
| En lien avec une catégorie d'usager ou de véhicule Il indique que le panneau qu’il complète s’applique à la seule catégorie d’usager qu’il désigne par une silhouette, un symbole ou une inscription.      | M4s        |                | véhicule à traction animale |
| En lien avec une catégorie d'usager ou de véhicule Il indique que le panneau qu’il complète s’applique à la seule catégorie d’usager qu’il désigne par une silhouette, un symbole ou une inscription.      | M4t        |                | charrettes à bras |
| En lien avec une catégorie d'usager ou de véhicule Il indique que le panneau qu’il complète s’applique à la seule catégorie d’usager qu’il désigne par une silhouette, un symbole ou une inscription.      | M4u        |                | véhicule dont la largeur, chargement compris, est supérieure au nombre indiqué |
| En lien avec une catégorie d'usager ou de véhicule Il indique que le panneau qu’il complète s’applique à la seule catégorie d’usager qu’il désigne par une silhouette, un symbole ou une inscription.      | M4v        |                | véhicule dont la hauteur, chargement compris, est supérieure au nombre indiqué |
| En lien avec une catégorie d'usager ou de véhicule Il indique que le panneau qu’il complète s’applique à la seule catégorie d’usager qu’il désigne par une silhouette, un symbole ou une inscription.      | M4w        |                | véhicule tractant une remorque dont le poids total autorisé en charge dépasse 250 kg |
| En lien avec une catégorie d'usager ou de véhicule Il indique que le panneau qu’il complète s’applique à la seule catégorie d’usager qu’il désigne par une silhouette, un symbole ou une inscription.      | M4x        |                | véhicule tractant une caravane ou une remorque de plus de 250 kg et dont le poids total roulant, véhicule plus remorque, n’excède pas 3,5 tonnes |
| En lien avec une catégorie d'usager ou de véhicule Il indique que le panneau qu’il complète s’applique à la seule catégorie d’usager qu’il désigne par une silhouette, un symbole ou une inscription.      | M4y        |                | cavaliers |
| En lien avec une catégorie d'usager ou de véhicule Il indique que le panneau qu’il complète s’applique à la seule catégorie d’usager qu’il désigne par une silhouette, un symbole ou une inscription.      | M4z        |                | véhicules bénéficiant du label « autopartage ». |
| « Stop » | M5         |                | distance comprise entre le signal et l’endroit où le conducteur doit marquer l’arrêt et céder le passage |
| complémentaires aux panneaux de stationnement et d’arrêt Il donne des précisions concernant la réglementation relative au stationnement.                                                                   | M6a        |                | stationnement ou arrêt gênant au sens de l'article R.417-10 du code de la route ; dans le cas de stationnement gênant, il complète le panneau B6a1 ou B6b1 ; dans le cas de stationnement et d'arrêt gênants, il complète le panneau B6d ; dans les deux cas, un véhicule en infraction est susceptible d'une mise en fourrière |
| complémentaires aux panneaux de stationnement et d’arrêt Il donne des précisions concernant la réglementation relative au stationnement.                                                                   | M6b        |                | stationnement unilatéral à alternance semi-mensuelle |
| complémentaires aux panneaux de stationnement et d’arrêt Il donne des précisions concernant la réglementation relative au stationnement.                                                                   | M6c ancien |                | stationnement à durée limitée avec contrôle par disque |
| complémentaires aux panneaux de stationnement et d’arrêt Il donne des précisions concernant la réglementation relative au stationnement.                                                                   | M6c        |                | durée limite maximum du stationnement avec contrôle par disque, ainsi que les limites de la période d’application de la mesure |
| complémentaires aux panneaux de stationnement et d’arrêt Il donne des précisions concernant la réglementation relative au stationnement.                                                                   | M6d        |                | stationnement payant avec parcmètre |
| complémentaires aux panneaux de stationnement et d’arrêt Il donne des précisions concernant la réglementation relative au stationnement.                                                                   | M6e        |                | stationnement payant avec parcmètre |
| complémentaires aux panneaux de stationnement et d’arrêt Il donne des précisions concernant la réglementation relative au stationnement.                                                                   | M6f        |                | précisions concernant l’interdiction |
| complémentaires aux panneaux de stationnement et d’arrêt Il donne des précisions concernant la réglementation relative au stationnement.                                                                   | M6g        |                | indications diverses ne concernant pas les interdictions |
| complémentaires aux panneaux de stationnement et d’arrêt Il donne des précisions concernant la réglementation relative au stationnement.                                                                   | M6h        |                | stationnement ou arrêt réservé aux véhicules utilisés par les personnes handicapées à mobilité réduite. Il comporte l’inscription « Sauf »,. |
| complémentaires aux panneaux de stationnement et d’arrêt Il donne des précisions concernant la réglementation relative au stationnement.                                                                   | M6i        |                | stationnement réservé aux véhicules électriques pendant la durée de recharge de leurs accumulateurs |
| complémentaires aux panneaux de stationnement et d’arrêt Il donne des précisions concernant la réglementation relative au stationnement.                                                                   | M6j        |                | arrêt ou stationnement réservé aux véhicules bénéficiant du label « autopartage » |
| complémentaires aux panneaux de stationnement et d’arrêt Il donne des précisions concernant la réglementation relative au stationnement.                                                                   | M6k1       |                | arrêt ou le stationnement réservé aux véhicules des usagers pratiquant le covoiturage (panonceau ajouté par l'arrêté du 8 janvier 2016). |
| complémentaires aux panneaux de stationnement et d’arrêt Il donne des précisions concernant la réglementation relative au stationnement.                                                                   | M6k2       |                | arrêt ou stationnement autorisé aux seuls véhicules des usagers pratiquant le covoiturage (panonceau ajouté par l'arrêté du 8 janvier 2016). |
| Schéma | M7         |                | schéma de l’intersection abordée avec un trait large pour les branches prioritaires ; la branche verticale dans la moitié inférieure du panonceau représente la route sur laquelle il est implanté |
| d’application des prescriptions concernant le stationnement et l’arrêt M8 Il donne des indications sur les limites de la section sur laquelle s’applique la prescription.                                  | M8a        |                | section après le panneau sur laquelle s’applique la prescription (c’est le début de la section). |
| d’application des prescriptions concernant le stationnement et l’arrêt M8 Il donne des indications sur les limites de la section sur laquelle s’applique la prescription.                                  | M8b        |                | section avant le panneau sur laquelle s’applique la prescription (c’est la fin de la section). |
| d’application des prescriptions concernant le stationnement et l’arrêt M8 Il donne des indications sur les limites de la section sur laquelle s’applique la prescription.                                  | M8c        |                | section de part et d’autre du panneau sur laquelle s’applique la prescription (c’est un rappel). |
| d’application des prescriptions concernant le stationnement et l’arrêt M8 Il donne des indications sur les limites de la section sur laquelle s’applique la prescription.                                  | M8d        |                | La section sur laquelle s’applique la prescription s’étend dans le ou les sens indiqués par la ou les flèches. La distance indiquée sur l’un de ces panonceaux, si elle existe, précise la longueur de la section concernée. |
| d’application des prescriptions concernant le stationnement et l’arrêt M8 Il donne des indications sur les limites de la section sur laquelle s’applique la prescription.                                  | M8e        |                | La section sur laquelle s’applique la prescription s’étend dans le ou les sens indiqués par la ou les flèches. La distance indiquée sur l’un de ces panonceaux, si elle existe, précise la longueur de la section concernée. |
| d’application des prescriptions concernant le stationnement et l’arrêt M8 Il donne des indications sur les limites de la section sur laquelle s’applique la prescription.                                  | M8f        |                | La section sur laquelle s’applique la prescription s’étend dans le ou les sens indiqués par la ou les flèches. La distance indiquée sur l’un de ces panonceaux, si elle existe, précise la longueur de la section concernée. |
| Indications diverses Il donne des indications complémentaires ou modificatrices à celles données par le panneau qu’il complète.                                                                            | M9a        |                | le panneau auquel il est associé concerne une aire de danger aérien. |
| Indications diverses Il donne des indications complémentaires ou modificatrices à celles données par le panneau qu’il complète.                                                                            | M9b        |                | au passage à niveau, la voie ferrée est électrifiée |
| Indications diverses Il donne des indications complémentaires ou modificatrices à celles données par le panneau qu’il complète.                                                                            | M9c        |                | cédez le passage |
| Indications diverses Il donne des indications complémentaires ou modificatrices à celles données par le panneau qu’il complète.                                                                            | M9d        |                | passage pour piétons surélevé |
| Indications diverses Il donne des indications complémentaires ou modificatrices à celles données par le panneau qu’il complète.                                                                            | M9e        |                | emplacement d'arrêt d'urgence doté d'un poste d'appel d'urgence |
| Indications diverses Il donne des indications complémentaires ou modificatrices à celles données par le panneau qu’il complète.                                                                            | M9f        |                | emplacement d'arrêt d'urgence doté d'un poste d'appel d'urgence et d'un moyen de lutte contre l'incendie |
| Indications diverses Il donne des indications complémentaires ou modificatrices à celles données par le panneau qu’il complète.                                                                            | M9j1       |                | risque de heurt de véhicules lents en descente |
| Indications diverses Il donne des indications complémentaires ou modificatrices à celles données par le panneau qu’il complète.                                                                            | M9j2       |                | risque de heurt de véhicules lents en montée |
| Indications diverses Il donne des indications complémentaires ou modificatrices à celles données par le panneau qu’il complète.                                                                            | M9v1       |                | la prescription donnée par le panneau associé ne s’applique pas aux cyclistes. |
| Indications diverses Il donne des indications complémentaires ou modificatrices à celles données par le panneau qu’il complète.                                                                            | M9v2       |                | la prescription donnée par le panneau associé ne s’applique pas aux cyclistes. |
| Indications diverses Il donne des indications complémentaires ou modificatrices à celles données par le panneau qu’il complète.                                                                            | M9z        |                | indications diverses par inscriptions. |
| Identification Il permet d'identifier une autoroute, un échangeur ou un service et est placé au-dessus de certains panneaux de signalisation d’indication ou de signalisation des services qu'il complète. | M10a       |                | numéro d'une route ou d’une autoroute |
| Identification Il permet d'identifier une autoroute, un échangeur ou un service et est placé au-dessus de certains panneaux de signalisation d’indication ou de signalisation des services qu'il complète. | M10b       |                | numéro d'un échangeur |
| Identification Il permet d'identifier une autoroute, un échangeur ou un service et est placé au-dessus de certains panneaux de signalisation d’indication ou de signalisation des services qu'il complète. | M10c1      |                | accès à une rocade |
| Identification Il permet d'identifier une autoroute, un échangeur ou un service et est placé au-dessus de certains panneaux de signalisation d’indication ou de signalisation des services qu'il complète. | M10c2      |                | accès à une rocade |
| Identification Il permet d'identifier une autoroute, un échangeur ou un service et est placé au-dessus de certains panneaux de signalisation d’indication ou de signalisation des services qu'il complète. | M10c3      |                | accès à une rocade |
| Identification Il permet d'identifier une autoroute, un échangeur ou un service et est placé au-dessus de certains panneaux de signalisation d’indication ou de signalisation des services qu'il complète. | M10z       |                | nom propre d'un site ou de certains services |
| Signalant des dérogations ou des prescriptions | M11a       |                | dérogations aux prescriptions qui s'appliquent à une route à accès réglementé |
| Signalant des dérogations ou des prescriptions | M11b1      |                | période durant laquelle la voie a le statut d’aire piétonne |
| Signalant des dérogations ou des prescriptions | M11b2      |                | prescriptions particulières qui s'appliquent dans l'aire piétonne |
| Signalant des dérogations ou des prescriptions | M11c1      |                | la lettre comprise entre B et E indique la catégorie d'un tunnel définie en fonction des marchandises dangereuses autorisées à y circuler |
| Signalant des dérogations ou des prescriptions | M11c2      |                | la lettre comprise entre B et E indique la catégorie d'un tunnel définie en fonction des marchandises dangereuses autorisées à y circuler et sa période d’application |
| Signalant des dérogations ou des prescriptions | M11d       |                | caractéristiques de la limitation d'accès ainsi que les catégories de véhicules dérogatoires du panneau B56 |
| Autorisation conditionnelle de franchissement pour cycles | M12        |                | autorise les cyclistes à franchir la ligne d’arrêt du feu dans la ou les directions indiquées par la ou les flèches, sous réserve de céder le passage à tous les usagers qu’ils croisent, en particulier les piétons. |